# Giovanni Tonucci

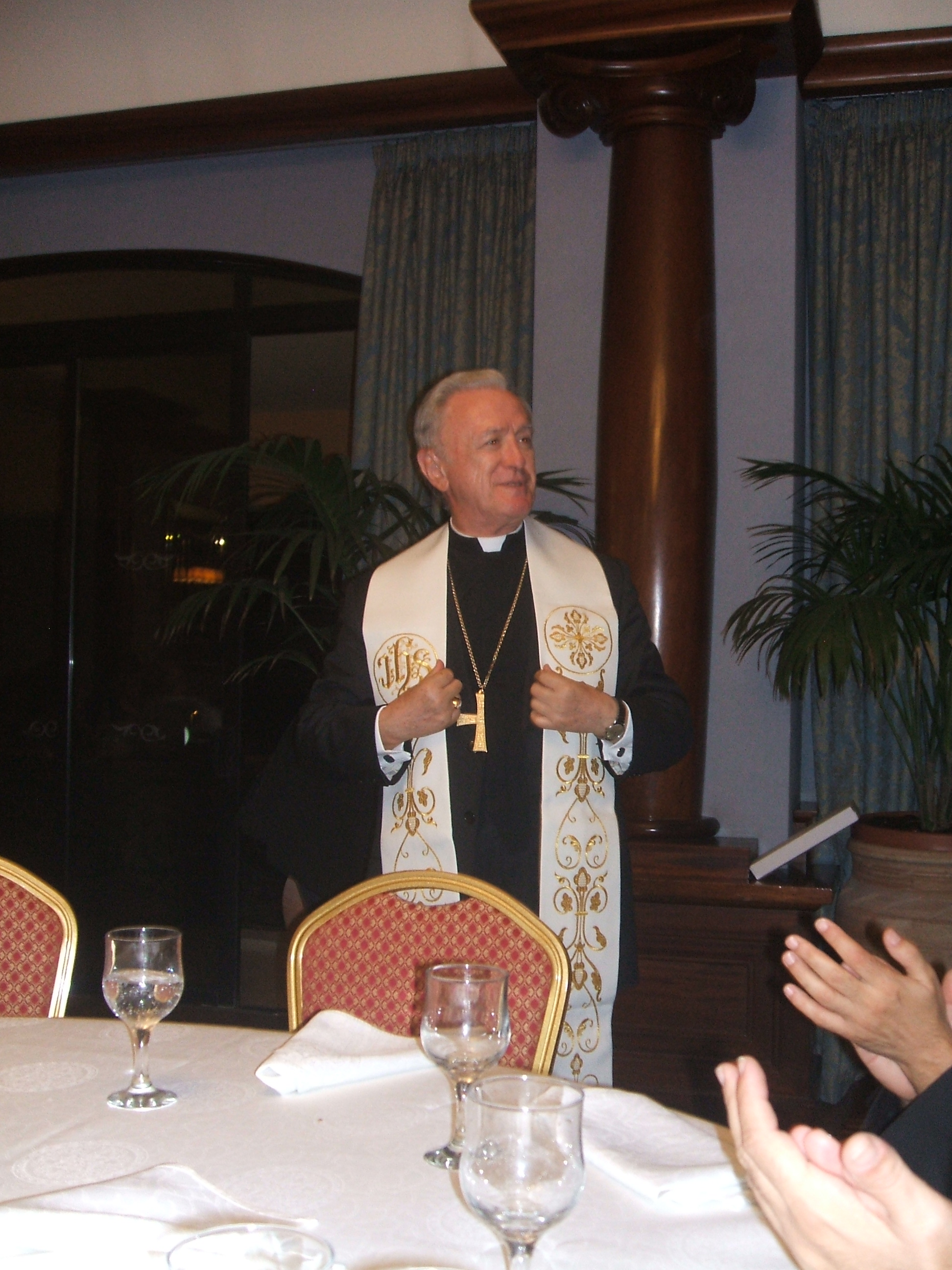
Prälat Giovanni Tonucci (2014)

Erzbischofswappen von Giovanni Tonucci

Giovanni Tonucci (* 4. Dezember 1941 in Fano, Provinz Pesaro und Urbino, Italien) ist ein italienischer Geistlicher, ehemaliger Diplomat des Heiligen Stuhls und war von 2007 bis 2017 Prälat der Territorialprälatur Loreto.

## Leben
Tonucci wurde in Fano im Bistum Pesaro geboren. Nach dem Abitur in seiner Heimatstadt trat er in das Päpstliche Römische Priesterseminar in Rom ein und studierte Katholische Theologie und Philosophie. Er empfing die Priesterweihe am 19. März 1966 durch Costanzo Micci. 1968 trat er in den Diplomatischen Dienst des Heiligen Stuhls ein. Nach einer Ausbildung an der Päpstlichen Diplomatenakademie studierte er an der Päpstlichen Lateranuniversität, an der er in Katholischer Theologie und Kanonischem Recht promoviert wurde. Von 1971 bis 1989 war Tonucci in Kamerun, Großbritannien, Jugoslawien und den USA tätig.
Am 21. Oktober 1989 wurde er von Papst Johannes Paul II. zum Titularerzbischof von Torcello und zum Apostolischen Nuntius in Bolivien ernannt. Die Bischofsweihe spendete ihm Papst Johannes Paul II. selbst am 6. Januar 1990; Mitkonsekratoren waren die Kurienerzbischöfe Giovanni Battista Re und Miroslaw Marusyn.
1996 wurde er Nuntius in Kenia. Tonucci arbeitete auch im Vatikan, unter anderem im Staatssekretariat und als ständiger Beobachter für UNEP und UN-HABITAT. 2004 wurde er Nuntius für die skandinavischen Länder Schweden, Dänemark, Finnland, Island und Norwegen.
Papst Benedikt XVI. ernannte Tonucci am 18. Oktober 2007 zum Prälaten der Territorialprälatur Loreto und zum Päpstlichen Gesandten für das Heiligtum Loreto. Dieses Amt trat er am 1. Dezember desselben Jahres an. Am 8. März 2014 ernannte ihn Papst Franziskus zusätzlich zum Päpstlichen Gesandten für die Basilika des Heiligen Antonius in Padua.
Sein aus Altersgründen vorgebrachtes Rücktrittsgesuch nahm der Papst am 20. März 2017 an und ernannte, zwei Monate später, den aus Vittorio Veneto stammenden Fabio Dal Cin zu seinem Nachfolger.

## Familie
Sein Bruder, Don Paolo Maria Tonucci, war von 1965 bis 1994 Missionar in Brasilien und engagiert sich für die Rechte der Armen. Die brasilianische Militärdiktatur erklärte ihn zur „Unerwünschten Person“ und erkannte ihm die Staatsbürgerschaft ab.

## Schriften
- God’s letter to me – 101 questions and answers on the Bible.
- mit Roberto Ansuini: Don Paolo. Text von Paolo Tonucci [et al.]. Fondazione Cassa di Risparmio di Fano, Grapho 5, 2004.
- Visioni di un pellegrino. Le foto di Mzee Mwenda. Italienisch / englisch, Velar, 2006, ISBN 88-7135-233-5.
- mit Massimo Ciavaglia: El Vangel cum l’ha scrit San Marc. En dialecto de Fano. Ven. Confraternitas Sanctae Mariae Suffragii, Fano 2007.